# Jehuda Löw ben Becalel
Jehuda Löw ben Becalel (tiếng Hebrew: יהודה ליווא בן בצלאל sinh khoảng từ 1512 đến 1526 – 17 tháng 9 năm 1609), còn được gọi là Rabbi Löw (cvk. Loew, Loewe, Löwe hay Levai), Maharal thành Praha (tiếng Hebrew: מהר״ל מפראג ), hay đơn giản là Maharal (từ viết tắt tiếng Hebrew của "Moreinu ha-Rav Loew" - 'Thầy của chúng ta, Rabbi Löw'), là học giả Talmud quan trọng, nhà thần bí học, nhà toán học, nhà thiên văn học người Do Thái, và triết gia. Phần lớn đời ông giữ chức vụ rabbi đứng đầu các thành Mikulov ở Moravia và Praha ở Bohemia. Maharal được coi là cầu nối giữa tư tưởng Trung Cổ và Phục Hưng khi Kabbalah phát triển mạnh mẽ ở vùng đất Israel.
Maharal nổi tiếng vì am hiểu Talmud, nắm vững Midrash Aggadah và Kabbalah, cũng như am tường triết học (đặc biệt là Aristoteles), cho đến thiên văn học và các ngành khoa học đương thời khác. Trong vị trí rabbi cả, ông là nhà lãnh đạo chính trị-tinh thần Do Thái giáo và có quan hệ với hoàng đế Thánh chế La Mã Rudolph II.
Löw viết về triết học Do Thái và chủ nghĩa thần bí Do Thái. Những lời dạy của Löw có ảnh hưởng lớn đến Do Thái giáo Hasidim nổi lên hơn 150 năm sau khi ông qua đời. Ông để lại tác phẩm Gur Aryeh al HaTorah là một siêu bình luận về Torah bình giải của Rashi, cùng với các tác phẩm như Tafarat Yisrael và Netzach Yisrael trở thành quan điểm Torah cơ sở về thế giới và tiếp nhận đức tin Do Thái giáo. Truyền thuyết sau này cho rằng ông đã tạo ra Golem thành Praha, một sinh vật từ đất sét.

## Tiểu sử

### Thuở thiếu thời

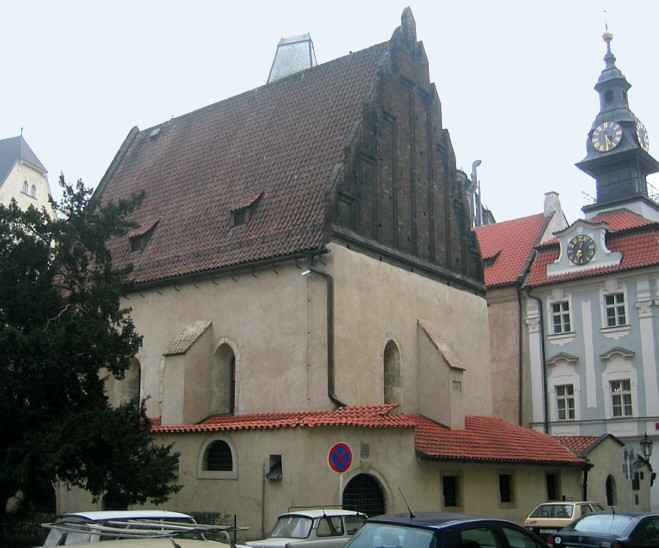
Nhà hội Do Thái Mới cổ, Praha

Löw có lẽ sinh ra tại Poznań, Ba Lan. Do gia tộc Rabbi Bezalel (Becalel) xuất thân từ thành Worms miền sông Rhein thuộc Đế quốc La Mã Thần thánh nên học giả Perels nhầm Löw cũng sinh ra tại đây. Theo Perels, ông nội Löw là Chajim thành Worms, đồng thời là cháu trai Judah Leib Già, như vậy là con cháu Sherira ben Gaon thuộc dòng dõi vua David. Tuy nhiên, các học giả hiện đại như Otto Muneles đặt dấu hỏi cho thông tin này. Năm sinh của Löw hiện không chắc chắn, có nhiều nguồn đề cập là 1512, 1520 hoặc 1526. Chú ông là Jakob ben Chajim giữ chức vụ Reichsrabbiner (Rabbi của Đế chế") của Đế quốc La Mã Thần thánh, anh trai ông là Chaim xứ Friedberg làm học giả rabbi nổi tiếng đồng thời giữ chức Rabbi của Worms và Friedberg; các anh trai khác cũng là những học giả Do Thái giáo lỗi lạc.
Các nguồn truyền thống Lubavitch cho biết khi 12 tuổi, Löw đã đến các chủng viện (yeshivah) tại Ba Lan và theo học Rabbi Yaakov Pollack. Sau khi Pollack rời Ba Lan, trong hai năm tiếp theo, ông tìm đến nhiều nơi và cuối cùng vào chủng viện của rabbi Yitzchak Clover, bản thân Yitzchak cũng là học trò của Pollack. Trong số bạn học có cháu nội Rav Yitzchak Clover là Maharshal lớn hơn Löw 2 tuổi. Löw học cùng với Maharshal và Rema trong 3 năm. Maharshal rời Ba Lan còn Maharal ở lại học với Rema thêm 2 năm. Ông đã dành 20 năm học hành trước khi kết hôn.
Không rõ Löw tiếp thu huyền cơ nistar (נסתר) từ rabbi nào, hậu thế không thể biết đó là ai vì chỉ được đề cập một lần duy nhất trong các trứ tác của ông.

### Sự nghiệp
Ông chính thức đứng vào hàng ngũ rabbi năm 1553 với chức vụ Landesrabbiner của Morava tại Mikulov (Nikolsburg), chỉ đạo mục vụ cộng đồng nhưng cũng được quyền quyết định cộng đoàn trong tỉnh nghiên cứu nội dung Talmud nào. Ông cũng sửa đổi các quy chế cộng đồng về quy trình bầu cử và thuế. Năm 1588, khi về hưu khỏi các chức vụ tại Moravia ở tuổi 68, cộng đoàn vẫn phục dưới thẩm quyền ông rất lâu sau đó.
Löw có một công tác nổi bật tại Moravia là xử lý những lời phao vu về tính hợp pháp (Nadler) nhắm vào một số dòng họ nhất định làm con cái họ không tìm được bạn đời. Vấn đề này thậm chí còn tác động đến chính gia đình ông. Nhân hai lễ lớn hàng năm, ông đã dùng một bài giảng (giữa Rosh Hashanah và Yom Kippur năm 1583) để tố cáo hiện tượng này.
Năm 1588, Löw trở lại Praha làm rabbi thay cho Isaac Hayoth nghỉ hưu. Ngay lập tức ông lại đưa ra quan điểm về Nadler. Ngày 23 tháng 2 năm 1592, ông cùng anh trai Sinai và con rể Isaac Cohen dự buổi tiếp kiến Hoàng đế Rudolf II cùng hoàng tử Bertier. Cuộc trò chuyện dường như liên quan đến Kabbalah là chủ đề khiến hoàng đế rất say mê.
Năm 1592, Löw chuyển đến Poznań, được bầu làm Rabbi cả Ba Lan. Tại đây, ông sáng tác Netivoth Olam và một phần Derech Chaim (xem bên dưới).

### Đời tư
Vợ ông là Pearl, sinh cho ông sáu con gái và một con trai tên là Bezalel, về sau làm rabbi ở Kolín, nhưng yểu mệnh năm 1600. Có vợ là con gái thương nhân giàu có giúp ông tận hiến cho học thuật.
Anh trai ông là Hayim ben Bezalel biên soạn tác phẩm pháp lý Vikuach Mayim Chaim thách thức lại Moshe Isserles thành Krakow, người theo chủ nghĩa luật pháp thành Krakow.

### Qua đời
Cuối đời, Löw quay lại Praha và qua đời năm 1609. Mộ phần đặt tại Nghĩa trang Do Thái Cổ, Praha ở Josefov, nay vẫn còn nguyên vẹn.

## Tư tưởng
| Giai đoạn Jehuda Löw ben Becalel trong Lịch sử Do Thái giáo |
| ----------------------------------------------------------- |
| Zugot Tannaim Amoraim Savoraim Geonim Rishonim Acharonim    |

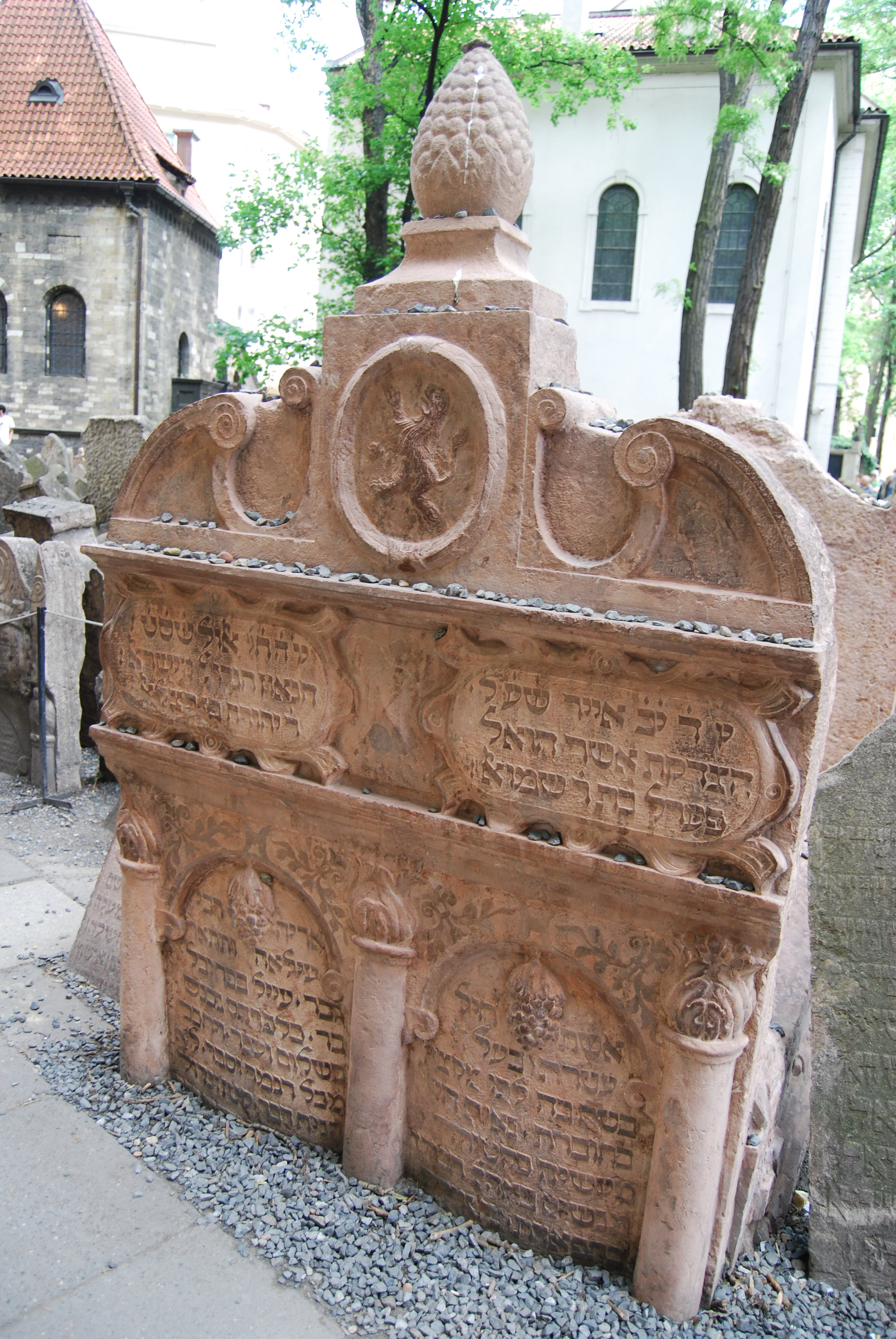
Bia mộ Löw tại Nghĩa trang Do Thái Cổ, Praha

Nhiều tác phẩm triết học của Löw trở thành nền tảng hệ tư tưởng Do Thái; và ông là tác giả của "một trong những hệ thống tư tưởng nguyên bản và sáng tạo nhất được người Do Thái Đông Âu phát triển."
Các tác phẩm của Löw sử dụng thuật ngữ duy lý và các ý tưởng triết học kinh điển. Ông ủng hộ nghiên cứu khoa học với điều kiện phải không có mâu thuẫn với mặc khải thiên thượng. Về nhiều mặt, tác phẩm của Löw lại là phản ứng với truyền thống tư tưởng Do Thái duy lý thời trung cổ. Truyền thống này vốn ưu tiên phân tích một cách hệ thống các khái niệm triết học, đồng thời ngầm hạ cấp hình ảnh tươi màu và ad-hoc những bình giải của rabbi thời trước. Mục tiêu thường thấy của Löw là chứng minh các bình giải thời trước trên thực tế đã đầy sâu sắc về con người, thiên nhiên, sự thánh khiết và những chủ đề khác. Theo Löw, tuy văn chương rabbi cổ điển có quan điểm tư tưởng không liên hệ với nhau nhưng không hề lộn xộn, mà thể hiện ý nghĩa đa dạng có thể rút ra từ một ý tưởng hoặc khái niệm đơn nhất.
Löw dùng các câu Kinh Thánh và truyền thống rabbi trong tác phẩm của mình. Nhưng thông qua phân tích văn học và khái niệm, ông phát triển chúng thành một hệ thống triết học toàn diện cùng với các thuật ngữ như:
- seder và nivdal ("trật tự" và "siêu việt") - bất kỳ cõi nào cũng có "trật tự" và bản chất tự nhiên, nhưng cũng có thể chứa các ngoại lệ hoàn toàn khác biệt về bản chất trong cõi ấy.
- guf, nefesh, sechel ("vật thể", "sinh lực", "trí tuệ") - các cấp độ khác nhau của một thực tế tổng thể duy nhất. Guf (vật chất) bị giới hạn trong chiều không gian và có thể bị tác động lên nó. Nefesh không bị giới hạn, vừa có thể hành động vừa bị tác động. Sechel không bị giới hạn và chỉ có xu hướng bị tác động lên.
- pail, nifal (hoạt động, bị tác động) - mô tả mối quan hệ giữa các cấp độ khác nhau của thực tế
- yesodot, taarovot, tarkovot (cơ sở, hỗn hợp, kết hợp) - khi kết hợp các yếu tố khác nhau, kết quả có thể vẫn là các "cơ sở" riêng biệt, hoặc có liên hệ với nhau (hỗn hợp) hoặc tạo ra một thực thể hoàn toàn mới (sự kết hợp).
- ribui, ahadut (sự đa dạng, thống nhất)

Ví dụ về thuật ngữ này là khi Löw dùng triết học giải thích  về câu midrash: "Thế giới được tạo ra cho ba điều: challah, maaser và bikkurim."  Theo Löw, bikkurim tượng trưng cho yesodot (giống như từng trái cây riêng lẻ), maaser tượng trưng cho taarovot (trái cây được gom chung và tách phần mười ra) còn challah tượng trưng cho tarkovot (từ các vật liệu riêng trộn với nhau được cục bột nhào mới).
Thế giới quan của Löw cho rằng thực tế chỉ có một nguyên nhân đơn nhất, cũng như sự tồn tại đa dạng là bởi nguyên nhân của chúng. Thực tế không có chỗ cho sự ngẫu nhiên, nếu không thì sẽ mất đi tính toàn năng hoặc toàn tri trong Nguyên Khởi. Đối với Löw, bản chất thực tế từ một nguyên nhân hợp nhất cho thấy trật tự đạo đức tồn tại trên thế giới. Khoa học có thể mô tả các hiện tượng trên thế giới, nhưng không tạo ra được phẩm chất cái này cao hơn cái kia, những điều mang tính đạo đức như vậy phải đến từ trật tự cao hơn của Torah. Löw gọi đó là "trí tuệ cao hơn" (שכן עליון).
Löw nhấn mạnh giá trị của sự trung thực và thẳng thắn. Cùng một số quan điểm khác, điều này dẫn ông đến việc chỉ trích phương pháp pilpul phổ biến tại các chủng viện đương thời. Ông thậm chí còn đề nghị nên tránh học bình giải của các nhà tosafot cho đến khi đạt đến trình độ hiểu biết cao nhất định.
Giống như Yehudah Halevi, ông tập trung vào phân biệt vật chất với tinh thần, coi người Do Thái sở hữu bản chất tâm linh cơ bản khiến họ khác biệt với phần còn lại trên thế giới.
Dù quen thuộc với Kabbalah nhưng Löw không tán thành các truyền thống thần bí Do Thái.

## Ảnh hưởng

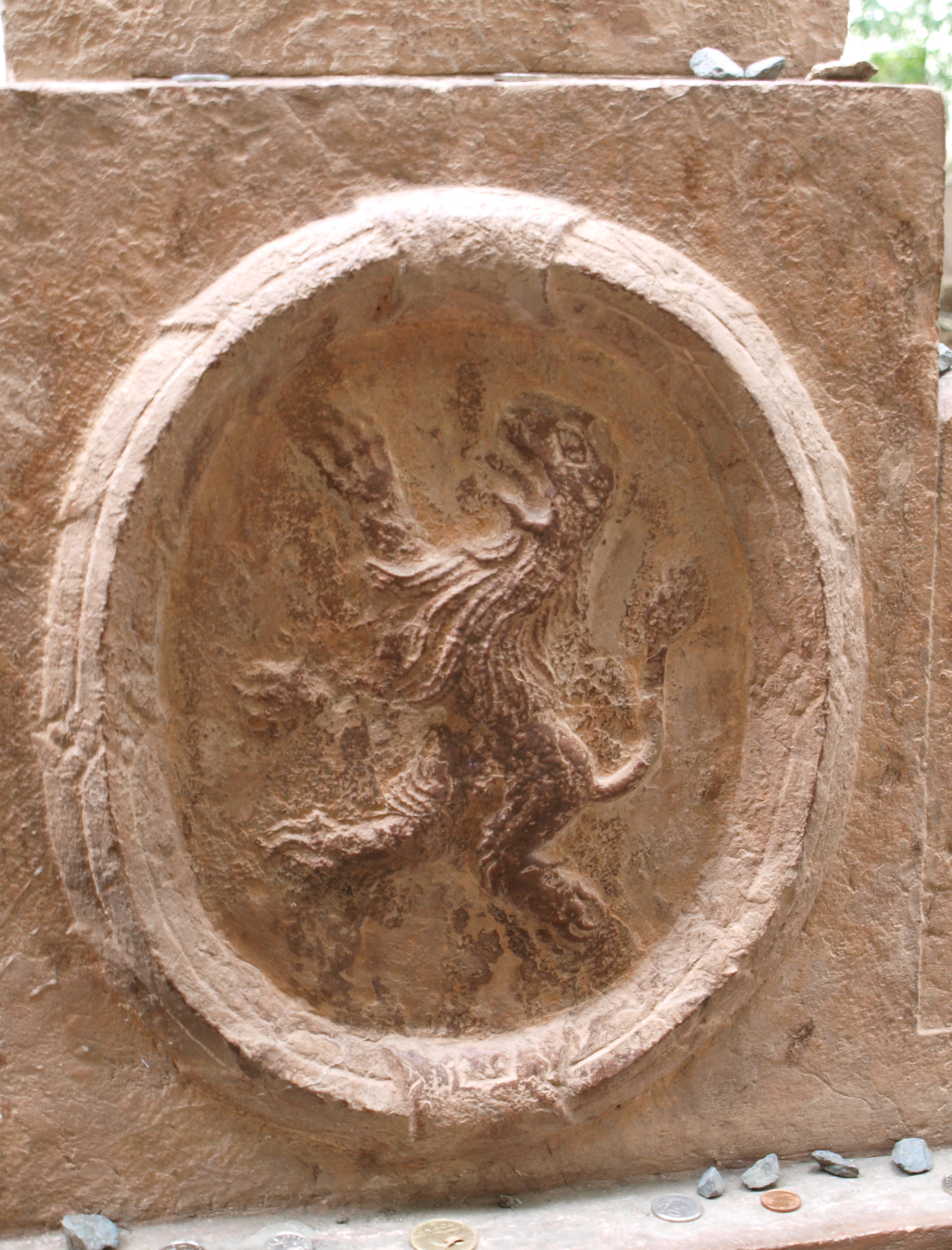
Sư tử Judah trên bia mộ Maharal.

### Môn đồ
Không rõ bao nhiêu học giả rabbi Talmud ở Moravia đã chịu sự dạy dỗ của Löw, còn ở Praha thì có thể kể tới các rabbi Yom-Tov Lipmann Heller và David Gans. Heller đã quảng bá chương trình học Mishnah của Löw cho đại chúng và viết Tosefoth Yom Tov để cổ động. David Ganz đã viết Tzemach David, một tác phẩm về lịch sử Do Thái và lịch sử nói chung, cũng như viết về thiên văn học. Cả Löw lẫn Ganz đều có tiếp xúc với nhà thiên văn học nổi tiếng Tycho Brahe.

### Tưởng niệm
Một moshav ở bắc Israel do những người Séc Do Thái lập nên và được đặt tên Kerem Maharal để vinh danh Löw. Tháng 4 năm 1997, Cộng hòa Séc và Israel cùng phát hành chung bộ tem bưu chính, trong đó một tem in hình bia mộ Löw.
Năm 2007, Löw là một trong những nhân vật được UNESCO vinh danh tưởng niệm.
Tháng 5 năm 2009, Bưu chính Séc phát hành tem kỷ niệm 400 năm ngày mất của Löw. Cũng nhân dịp này, đến tháng 6, Sở đúc tiền Séc phát hành đồng xu kỷ niệm. Tượng rabbi Löw được dựng ở Praha.

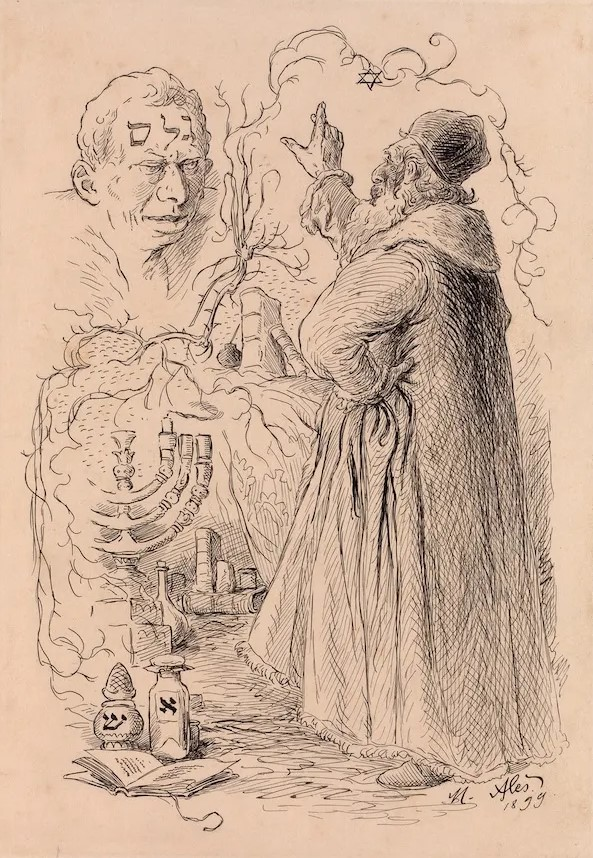
Löw và Golem, tranh của Mikoláš Aleš, 1899.

## Truyền thuyết golem
Truyền thuyết kể rằng Löw tạo ra golem, một sinh vật bằng đất sét để bảo vệ người Do Thái ở ghetto Praha khỏi các vụ tấn công bài Do Thái đặc biệt khi tàn sát dựa trên vu cáo huyết tế. Ông được cho là đã dùng năng lực thần bí dựa trên kiến thức bí truyền về cách Chúa tạo ra Adam. Các nhà phê bình và sử gia đều có quan điểm chung coi truyền thuyết này bắt nguồn từ văn học Đức đầu thế kỷ 19. Văn bản được biết sớm nhất cho đến nay là cuốn sách Der Jüdische Gil Blas của Friedrich Korn xuất bản năm 1834.
Mô típ golem bắt nguồn từ truyền thuyết Maharal này tiếp tục được điều chỉnh trong văn học Đức-Do Thái trong năm 1836 trên tạp chí của Ludwig August Frankel, rồi tới tiểu thuyết Spinoza (1837) của nhà văn Đức gốc Do Thái Berthold Auerbach.

## Tác phẩm

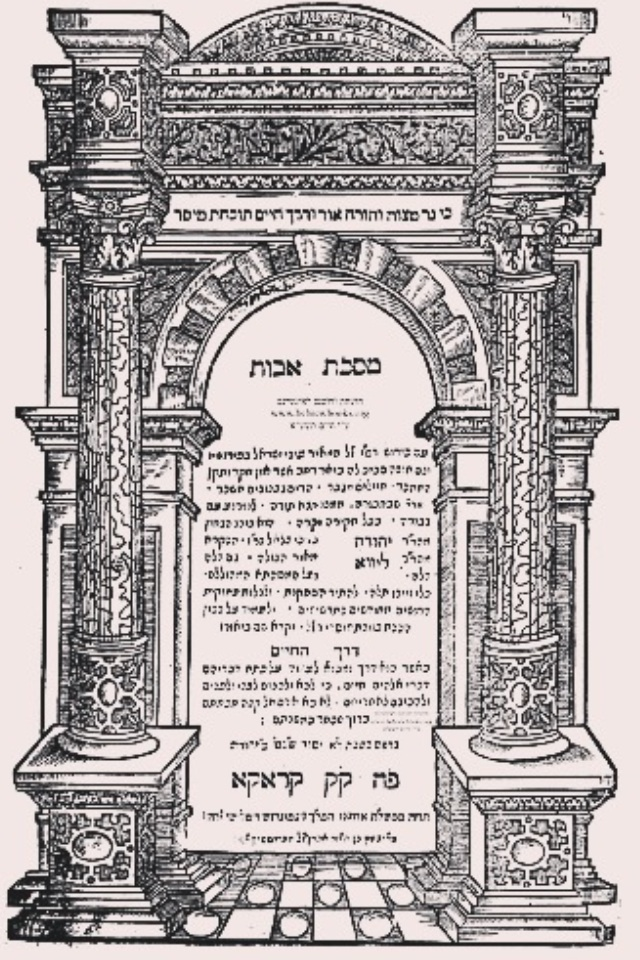
Derech Chaim (ấn bản Cracow)

Khi đã có tuổi, Löw mới bắt đầu xuất bản sách. Năm 1578, ở tuổi 66, ông xuất bản tác phẩm đầu tiên Gur Aryeh (Sư tử tơ) gồm năm tập siêu bình giải về Torah bình giải của Rashi nhưng chất lượng vượt trội. Bốn năm sau, ông xuất bản cuốn Gevuroth HaShem (Hành động toàn năng của Chúa) tại Cracow nhưng giấu tên.
- Gur Aryeh (Sư tử trẻ, Praha 1578), siêu bình giải về Torah bình giải của Rashi
- Gevuroth Hashem (Hành động toàn năng của Chúa, Cracow 1582) viết cho lễ Vượt Qua với chủ đề xuất hành và phép lạ.
- Derech Chaim (Lối sống, Cracow 1589), bình giải về Avoth của Mishnah
- Derashot (Bài giảng, Praha 1589 và 1593), ấn bản do Haim Pardes sưu tầm, Tel Aviv 1996.
- Netivoth Olam (Đường đi thế gian, Praha 1595-1596), viết về đạo đức
- Be'er ha-Golah (Giếng lưu đày, Praha 1598), diễn giải về Aggadah trong Talmud và Midrash, chủ yếu đáp lại diễn giải của học giả Ý Azariah dei Rossi (Azariah min ha-Adumim )
- Netzach Yisrael (Sự trường tồn [hoặc chiến thắng] của Israel, Praha 1599), viết cho ngày Tisha B'Av (ngày than khóc vì Đền thờ bị phá hủy và dân Do Thái bị lưu đày) và sự giải thoát cuối cùng
- Tif'ereth Yisrael (Vinh quang của Israel, Venize 1599), trình bày triết học Torah, dành cho ngày lễ Shavuot
- Or Chadash (Ánh sáng mới, Praha 1600), dịp lễ Purim
- Ner Mitzvah (Thắp nến điều răn, Praha 1600), dịp lễ Hanukkah
- Chiddushei Aggadot (kiến giải lại Aggada, phần tường thuật trong Talmud) được khám phá trong thế kỷ 20
- Divrei Negidim (Lời giáo sĩ), bình giải về nghi thức Seder trong lễ Vượt Qua, do một hậu duệ của ông xuất bản
- Chiddushim al Ha-Shas, bình giải kinh Talmud, gần đây mới được xuất bản lần đầu từ bản thảo của Machon Yerushalayim viết về Bava Metzia; Shabbos và Eruvin.
- Một số tác phẩm khác chưa được tìm thấy, chẳng hạn như loạt đáp từ hoặc viết về ngày Sabát cũng như các lễ Sukkot, Rosh Hashana và Yom Kippur.

Các tác phẩm viết về ngày lễ Do Thái giáo của Löw có tựa đề lấy cảm hứng từ câu Kinh Thánh Sử ký I 29:11: Hỡi Đức Giê-hô-va sự cao cả, quyền năng, vinh quang, toàn thắng, và oai nghi đáng qui về Ngài; vì muôn vật trên các từng trời và dưới đất đều thuộc về Ngài. Đức Giê-hô-va ôi! nước thuộc về Ngài; Ngài được tôn cao làm Chúa tể của muôn vật. Trong bộ tứ thì không còn cuốn "vĩ đại" (gedula) cho ngày Sabát, nhưng vẫn còn cuốn "quyền năng" (gevurah ) Gevurath Hashem, cuốn "vinh quang" (tif'arah) Tif'ereth Yisrael, và cuốn "trường tồn" hay "chiến thắng" (netzach ) Netzach Yisrael.